# Shirgaon
Shirgaon är en ort i Indien.   Den ligger i distriktet Thane och delstaten Maharashtra, i den västra delen av landet, 1 100 km söder om huvudstaden New Delhi. Shirgaon ligger 15 meter över havet och antalet invånare är 5 844.
Terrängen runt Shirgaon är platt. Havet är nära Shirgaon västerut. Runt Shirgaon är det tätbefolkat, med 442 invånare per kvadratkilometer. Närmaste större samhälle är Pālghar, 5,2 km öster om Shirgaon. Trakten runt Shirgaon består till största delen av jordbruksmark.